# Мордовские Полянки (Ельниковский район)
Мордовские Полянки — деревня в Ельниковском районе Мордовии, центр Мордовско-Маскинского сельского поселения.

## История
В «Списке населённых мест Пензенской губернии за 1869» Мордовские Полянки казенная деревня из 98 дворов Краснослободского уезда.

## Население
| 2002 | 2010 |
| ---- | ---- |
| 67   | ↘49  |

Национальный состав
Согласно результатам Всероссийской переписи населения 2002 года, в национальной структуре населения мордва-мокша составляли 97 %.